# باب براون (بازیکن فوتبال، زاده ۱۸۹۵)
باب براون (انگلیسی: Bob Brown؛ ۱۶ اکتبر ۱۸۹۵ – ۱۹۸۰ (۸۴−۸۵ سال)) بازیکن فوتبال اهل بریتانیا بود.
از باشگاه‌هایی که در آن بازی کرده‌است می‌توان به باشگاه فوتبال تاتنهام هاتسپر اشاره کرد.